# ザ・ロッカーズ (プロレス)
ザ・ロッカーズ（The Rockers）は、プロレスラーのマーティ・ジャネッティとショーン・マイケルズによって結成されたプロレスのタッグチーム。
ロックンロール・エクスプレスの影響下にあるベビーフェイスのアイドル系タッグチームとして、AWAを経てファミリー・エンターテインメント期のWWF（現：WWE）で活躍した。

## 来歴

### ミッドナイト・ロッカーズ
1985年5月、テキサス州サンアントニオから中西部のNWAセントラル・ステーツ地区（CSW）に転戦してきたショーン・マイケルズが、同地区でトミー・ロジャースとのアップタウン・ボーイズなどで活動していたマーティ・ジャネッティの新パートナーとなって初めてコンビが組まれる。まだ当時は正式なタッグチームを結成していたわけではなく、コンビとしての活動は単発的だったものの、コヨーテ&イーグルのアメリカン・スターシップとも対戦した。
その後、個別での活動（マイケルズはテキサスに戻り、ジャネッティはCSWに残留）を経て、1986年2月にミネアポリスのAWAで両者は再合体。当時のAWAはWWFとの興行戦争で劣勢に置かれ続け、若い人材が不足してベテラン中心のマッチメークに陥っており、若年層のファン動員を図る切り札として二人はブッキングされた。CSWでは正式なチーム名を与えられていなかったため、ブッカーのグレッグ・ガニアは「カントリー・ロッカーズ」なる名前を提案したが、二人はこれに反発。ジューダス・プリーストの "Living After Midnight" からインスピレーションを受け、ミッドナイト・ロッカーズ（The Midnight Rockers）と名付けた。以降、当時ティーンエイジャーの少女たちから熱狂的な人気を博していたロックンロール・エクスプレスにあやかったアイドル系タッグチームとして売り出されるが、AWAの総帥バーン・ガニアは彼らのチームコンセプトを理解できず、ロッキングチェアと混同されるのでは、などと考えていたという。
CSWのリングにも上がり、1986年5月15日にはカンザス州カンザスシティにおいて、バッテン・ツインズ（ブラッド・バッテン&バート・バッテン）を破りNWAセントラル・ステーツ・タッグ王座を獲得。主戦場となったAWAでは、後にマイケルズのマネージャーを務めることになるシェリー・マーテルがマネージメントしていたバディ・ローズ&ダグ・サマーズと抗争を繰り広げ、ラリー・ズビスコ&剛竜馬などのチームとも対戦。1987年1月27日、ミネソタ州セントポールにおいてローズ&サマーズからAWA世界タッグ王座を奪取した。5月25日にボリス・ズーコフ&ソルダット・ユスティノフに敗れて王座から陥落した直後、一旦WWFに移籍。6月3日のニューヨーク州ロチェスターでのTVテーピングでホセ・エストラーダ&ジミー・ジャック・ファンクから勝利を収めたが、不祥事のため2週間でWWFを解雇された。
その後、AWAの提携団体だったテネシー州メンフィスのCWAに参戦。1987年10月26日、同じくロックンロール・エクスプレスのフォロワーだったロックンロールRPMs（トミー・レーン&マイク・デービス）からAWA南部タッグ王座を奪取する。12月27日にはAWA本隊において、"オリジナル" ミッドナイト・エクスプレス（デニス・コンドリー&ランディ・ローズ）を破りAWA世界タッグ王座を再び獲得。以後、AWAとCWAを股に掛けて防衛戦を行い、ジェリー・ローラー&ビル・ダンディー、ジェフ・ジャレット&ビリー・トラヴィスなどのチームの挑戦を受けた。1988年2月15日、メンフィスでの本家ロックンロール・エクスプレス（リッキー・モートン&ロバート・ギブソン）との防衛戦で一旦は王座預かりとなるも、同月22日の再戦に勝利して返り咲き、3月19日にバッド・カンパニー（パット・タナカ&ポール・ダイヤモンド）に敗れるまで保持した。

### ザ・ロッカーズ

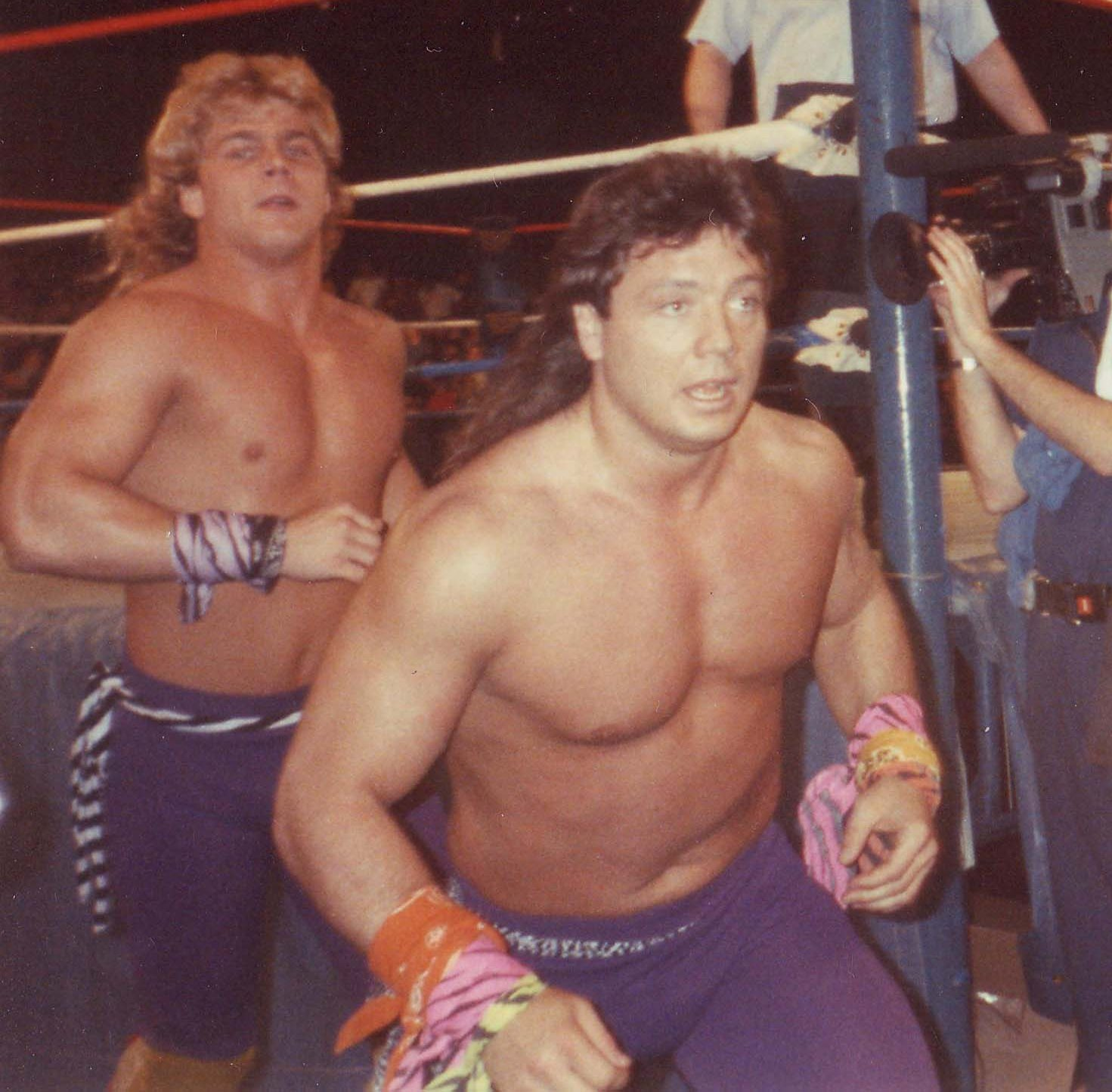
後方がショーン・マイケルズ、手前がマーティ・ジャネッティ（1989年）

1988年6月、チーム名をザ・ロッカーズ（The Rockers）と改めてWWFに再登場。7月25日にはニューヨークのマディソン・スクエア・ガーデンに初出場して、ファビュラス・ルージョーズ（レイモンド・ルージョー&ジャック・ルージョー）と対戦した。10月24日の定期戦では、デモリッション（アックス&スマッシュ）が保持していたWWF世界タッグ王座に挑戦している。その後はNWAから移籍してきたブレイン・バスターズ（タリー・ブランチャード&アーン・アンダーソン）との抗争を経て、1989年4月2日のレッスルマニアVでは超巨漢コンビのツイン・タワーズ（ビッグ・ボスマン&アキーム）と対戦した。
1990年3月19日にはコロッサル・コネクション（アンドレ・ザ・ジャイアント&ハク）のWWF世界タッグ王座に挑戦。以降はミスター・フジ率いるオリエント・エクスプレス（サトー&タナカ）と抗争し、同年4月1日のレッスルマニアVIでも対戦した。同年下期からは、かつて共闘していたパワー&グローリー（ハーキュリーズ&ポール・ローマ）と抗争を繰り広げ、サマースラム'90からサバイバー・シリーズ'90にかけて両チームの遺恨試合が組まれた。
1990年10月30日、サタデー・ナイト・メイン・イベントにおいて、当時のWWF世界タッグ王者チームだったハート・ファウンデーション（ブレット・ハート&ジム・ナイドハート）に "Best 2-out-of-3 Falls" （3本勝負で2本先取したチームの勝ち）というルールで挑戦。2本取って勝利を収めたが、試合途中でトップロープが切れるアクシデントがあり、王座の移動は認められなかった。 
1991年3月24日のレッスルマニアVIIではヒーナン・ファミリーのハク&ザ・バーバリアンを破り、年間最大のイベントであるレッスルマニアでの初勝利を果たした。同年はWWFの日本での提携先だったSWSにも度々来日しており、ジョージ高野&高野俊二、ジェフ・ジャレット&佐野直喜、ハク&谷津嘉章などのチームと対戦。3月30日の東京ドーム大会ではハート・ファウンデーションとの試合が組まれた。
1991年11月27日、サバイバー・シリーズ'91におけるザ・ブッシュワッカーズ（ブッチ・ミラー&ルーク・ウィリアムス）と組んでのナスティ・ボーイズ（ブライアン・ノッブス&ジェリー・サッグス）&ビバリー・ブラザーズ（ボウ・ビバリー&ブレイク・ビバリー）戦での同士討ちを発端に、チームに不協和音が生じる。12月4日、同じベビーフェイス陣営にいたリージョン・オブ・ドゥーム（ホーク&アニマル）のWWF世界タッグ王座に挑戦したが、連携ミスで敗退（ジャネッティを抱えたアニマルの背面にマイケルズが誤ってドロップキックを放ち、そのまま前方に倒れ込んだアニマルがジャネッティをフォール）。試合後、ミスを起こした側のマイケルズがジャネッティを一方的に非難して平手打ちを浴びせ、仲間割れとなった。
翌1992年初頭のブルータス・ビーフケーキのインタビュー・コーナー "バーバーショップ" で一旦は和解したかに見えたが、不意をついたマイケルズがスウィート・チン・ミュージックを放ち、ダウンしたジャネッティを窓ガラスに叩き付けてKO。以降、ロッカーズは解散してマイケルズはヒールに転向。ジャネッティはマイケルズの急襲による負傷というアングルのもと、しばらく諸事情で欠場した後、同年10月より復帰して両者の本格的な抗争がスタート。マイケルズの保持していたインターコンチネンタル王座を賭けての連戦が行われた。1993年5月17日のマンデー・ナイト・ロウにおいて、ジャネッティがマイケルズを下してタイトルを獲得するが、6月6日のリターンマッチではディーゼルの介入によりマイケルズが奪還に成功した。
その後、両者の確執は鎮静化し、ジャネッティは1-2-3キッドと組んで、1994年1月10日にザ・ケベッカーズ（ジャック&ピエール）からWWF世界タッグ王座を奪取したが、ロッカーズ時代に起こしたリング禍の裁判のため再び戦線を離脱。一方、マイケルズはレイザー・ラモンらを新しい抗争相手にヒール人気を高めつつ、後にフェイスターンを行い、ニュー・ジェネレーション期のWWFを代表するスーパースターとなった（マイケルズは以前より、そのスター性をロディ・パイパーからも認められていたが、仲間割れする前の1991年5月、そのことが発端で酒に酔ったジャネッティから喧嘩を売られ、警察が呼ばれるほどの大乱闘を起こしたという）。
復帰後のジャネッティは1996年4月、リーフ・キャシディを新パートナーにニュー・ロッカーズ（The New Rockers）を結成するも、マイケルズの成功とは対照的にポジションには恵まれなかった。同年下期よりヒールターンを決行したが、下位のカードから脱することはできず、同年末をもってWWFを退団した。
以降、2005年3月14日開催のRAWにおいて、ジャネッティが久々にWWEに出場。マイケルズとの一夜限りのロッカーズ再結成が実現し、ラ・レジスタンス（シルヴァン・グラニエ&ロブ・コンウェイ）と対戦。ジャネッティがコンウェイをフィニッシュ・ムーブのロッカー・ドロッパーからフォールして勝利を収めた。これが二人がコンビを組んでの最後の試合となったが、その後も2006年2月20日と2009年10月19日のRAWにジャネッティが登場してマイケルズと共演した。
ロッカーズとしてWWF世界タッグ王座を獲得することはなかったが、1989年にはレスリング・オブザーバー・ニュースレターの "Tag Team of the Year" を受賞している。

## 合体攻撃
- ロッカープレックス（Rocker-Plex） - マイケルズがブレーンバスターで抱え上げた相手に、ジャネッティがコーナー最上段からダイビング・クロス・ボディを放つ。
- ダブル・ミサイルキック
- ダブル・スーパーキック

## 獲得タイトル
セントラル・ステーツ・レスリング
- NWAセントラル・ステーツ・タッグ王座：1回[7]

アメリカン・レスリング・アソシエーション
- AWA世界タッグ王座：3回[9]

コンチネンタル・レスリング・アソシエーション
- AWA南部タッグ王座：2回[11]